# كفر شكر (مركز)
مركز كفر شكر أحد مراكز محافظة القليوبية ويقع على بُعد ما يقرب من 12 كيلومترًا من مدينة بنها عاصمة المحافظة، ويضم الكثير من القرى وهو يقع في مدينة كفر شكر وهي تقع في الطريق المؤدي للمنصورة
أشهر القرى التابعة لها قرية إسنيت وقرية البقاشين وقرية كفر علي شرف الدين وكفر منصور وكفر عامر وجمجرة وقرية تصفا وقرية كفر تصفا وكفر الشهاوي خاطر والبقاشين وكفر الولجا والشقر وبرقطا وغيرها من القرى.